# L'Esparron
L'Esparron (francès Lesparrou) és un municipi francès de la regió d'Occitània, situat al departament de l'Arieja.